# Кумора
Кумора (рос. Кумора) — село Північно-Байкальського району, Бурятії Росії. Входить до складу Сільського поселення Куморського евенкійського.
Населення — 471 особа (2015 рік).